# Rio delle Seghe
Il Rio delle Seghe prende nome dalla valle delle Seghe in comune di Molveno che attraversa quasi completamente. Si tratta di una valle scavata dal rio e che per questo ha preso la tipica forma a V.

## Percorso
Il Rio delle seghe nasce a 1997 metri sul livello del mare nel vallone glaciale dei Massodi. Raccoglie   le acque di tutto il settore di Brenta centrale attraversato (in prevalenza si tratta di acque derivanti dallo scioglimento delle nevi invernali e dei ghiacciai). Circonda il Rifugio Selvata e dopo un "salto" di circa trecento metri arriva all'inizio della valle delle seghe. Qui diminuisce la pendenza e raccoglie le acque provenienti dalla zona del Rifugio Croz dell'Altissimo. L'altitudine è di 1300 metri.
Dopo un chilometro si allarga e forma un piccolo bacino che si riempie durante i temporali frequenti in questa zona.

## La qualità delle acque
Le acque del Rio delle seghe sono utilizzate negli ospedali della Provincia autonoma di Trento per le loro proprietà curative.
Nel 2009 hanno avuto la certificazione europea ISO 9001:001 sulla sicurezza e potabilità. Le analisi sono state curate dall'APPA di Trento.